# Holthausen (Schmallenberg)
Holthausen ist ein Ortsteil der Stadt Schmallenberg im Hochsauerlandkreis in Nordrhein-Westfalen (Deutschland).

## Geografie

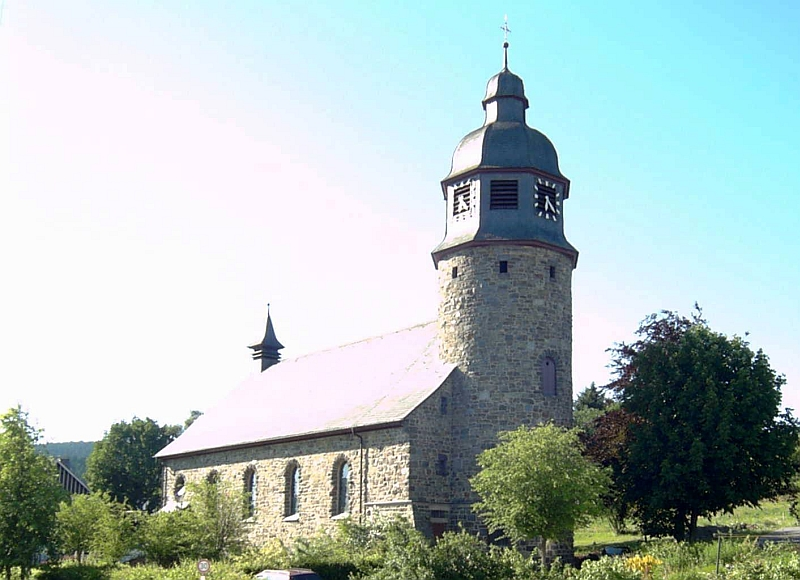
Kirche in Holthausen

### Lage
Das Dorf liegt östlich von Bad Fredeburg. Es wurde als Bundesgolddorf ausgezeichnet, wie viele Dörfer dieser Region, denn im Jahre 1979 wurde der Ort Bundessieger im Wettbewerb „Unser Dorf soll schöner werden“, heute Unser Dorf hat Zukunft.

### Nachbarorte
Angrenzende Orte sind Bad Fredeburg, Huxel, Rellmecke, Niedersorpe, Winkhausen und Gleidorf.

## Geschichte
1292 wurde ein „Johann de Holthusen“ als Bürger in Schmallenberg genannt. Im Güterverzeichnis des Mescheder Stiftes werden im Jahr 1314 für die „curtis in Durrenholthusen“, den späteren Hof König in Holthausen, die Naturalabgaben in Geldzahlungen umgewandelt. Neben dem Stift Meschede war das Kloster Grafschaft bedeutender Hof und Grundbesitzer in Holthausen. 1645 wurde Holihusen auf der Karte Westphalia Ducatus kartografisch erfasst. Im Jahr 1895 wohnten 270 Einwohner, nach der Eintragung des Handels- und Gewerbeadressbuches der Provinz Westfalen, in dem Ort Holthausen. Das Dorf gehörte bis zum kommunalen Gebietsreform zur Gemeinde Oberkirchen. Seit dem 1. Januar 1975 ist Holthausen ein Ortsteil der erweiterten Stadt Schmallenberg.

## Sehenswürdigkeiten

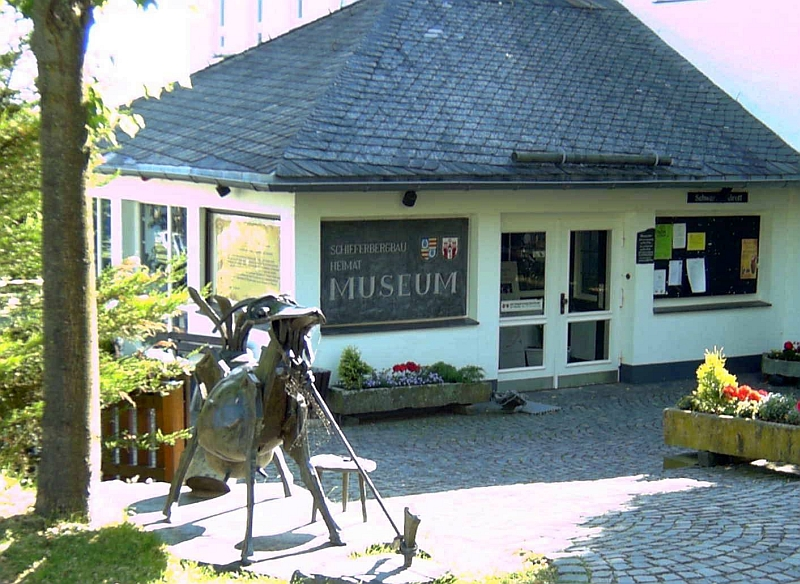
Eingang Schieferbergbau- und Heimatmuseum in Holthausen

Sehr bekannt ist das Westfälische Schieferbergbau- und Heimatmuseum, welches seit 1975 seine Tore geöffnet hat. Auf rund 2300 m² Fläche informiert das Museum unter anderem über den Schieferbergbau, zu heimat- und naturkundlichen Dingen, über das Wirtschaftsleben (Landwirtschaft, Textilverarbeitung, Druckerei, Buchbinderei usw.), zu Volksfrömmigkeit und Aberglaube und seit 2009 auch über das Thema Kunst in der angegliederten Südwestfälischen Galerie.

## Tourismus
Das Dorf kennzeichnet seine zahlreichen Wanderwege. Als Erholungsmöglichkeiten findet man in Holthausen außerdem Kinderspielplätze, Tretbecken, Hallenbad und Trimmpfad.

## Einrichtungen
Holthausen ist Sitz der Fachklinik Fredeburg Holthauser Mühle.

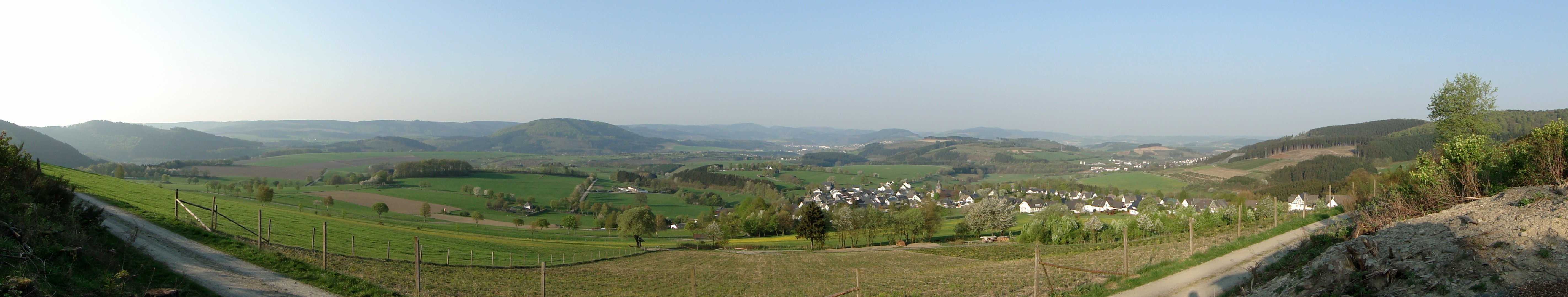
Blick auf Holthausen vom Sauerland-Höhenflug am Ohlberg

## Persönlichkeiten

### Söhne und Töchter des Ortes
- Franziskus Hennemann (* 27. Oktober 1882 im Stadtteil Holthausen; † 17. Januar 1951 in Kapstadt/Südafrika), Missionsbischof, wurde 1913 zum Titularbischof von Coptus dem ersten Bischof von Kamerun ernannt. 1933 wurde er Bischof von Kapstadt (Südafrika)
- Heinrich Knoche (* 19. Januar 1831 in Holthausen; † 22. Oktober 1911 in Hüsten) war von 1852 bis 1892 Schulleiter der Volksschule in Herdringen, Arnsberg. Er war der Verfasser des mit sechs Millionen Exemplaren verbreiteten Rechenbuch für Volksschulen.
- Rötger Belke-Grobe (* 27. August 1940; † 17. August 2007), Landwirt im Ort, Vorsitzender Schieferbergbaumuseum, Schmallenberger Bürgermeister (1989 bis 1994), seit 1975 Kreistagsmitglied, ehem.  Vorstandsvorsitzender der Milchwerke Köln/Wuppertal (Tuffi) bis zu Fusion mit Campina, seitdem Mitglied des Vorstandes/Aufsichtsrates von Campina, zweiter stellvertretender Vorsitzender der Landschaftsversammlung Westfalen-Lippe (sog. Westfalenparlament)